# کارآموز ستارگان
کارآموز ستارگان از برنامه‌های تلویزیونی واقع نمای آمریکایی است. این برنامه با تغییر در مجموعهٔ کارآموز که قبلاً توسط تاجر و شخصیت تلویزیونی دونالد ترامپ اجرا می‌شد تهیه می‌شود. برخلاف آن، شرکت کنندگان در کاراموز ستاره اشخاص معروف هستند که به عنوان کاراموز با یکدیگر رقابت می‌کنند.

## شرکت کنندگان هر فصل
برندگان برجسته شده‌اند:

### کاراموزی مشاهیر ۱ (فصل ۷)
- ماتریس آدکینز
- کارول آلت
- استیون بالدوین
- نادیا کومانچی
- تیفانی فالون
- Jennie Finch
- Nely Galán
- مریلو هنر
- لنوکس لوئیس
- پیرز مورگان
- Tito Ortiz
- اومارسو مانیگو
- وینسنت پاستوره
- جن سیمونز

### کاراموز ابرستاره ۲ (فصل ۸)
- کلینت بلک
- اندرو دایس کلی
- Annie Duke
- توماس گرین
- Natalie Gulbis
- Scott Hamilton
- جسی گرگوری جیمز
- کلودیا جردن
- کلویی کارداشیان
- Brian McKnight
- جون ریورز
- Melissa Rivers
- برند رادریک
- دنیس رادمن
- هرشل واکر
- تیون واتکینز

### کاراموز ابرستاره ۳ (فصل ۹)
- Rod Blagojevich
- سلیتا ایبنکس
- بیل گلدبرگ
- مایکل جانسون
- ماریا کانلیس
- سیندی لاپر
- Carol Leifer
- برت مایکل
- شارون آزبورن
- هالی رابینسون پیت
- سامر ساندرز
- سینباد (کمدین)
- Curtis Stone
- Darryl Strawberry

### کاراموز ابرستاره ۴ (فصل ۱۱)
- گری بیوسی
- Jose Canseco
- دیوید کسیدی
- Hope Dworaczyk
- Richard Hatch
- لاتویا جکسون
- Star Jones
- نینی لیکس
- لیل جان
- مارلی متلین
- مارک مک‌گراث
- میت لوف
- جان ریچ
- لیسا رینا
- نیکی تیلور
- دیان وارویک

### کاراموز ابرستاره ۵ (فصل ۱۲)
- کلی آیکن
- Michael Andretti
- آدام کارولا
- تیا کریر
- لو فریگنو
- دبی گیبسون
- Teresa Giudice
- Victoria Gotti
- آرسنیو هال
- پن ژیلت
- لیسا لمپنلی
- دایانا مندوزا
- اوبری اودای
- دی اسنایدر
- جرج تاکی
- Paul Teutul, Sr.
- Cheryl Tiegs
- پاتریشیا ولاسکوئز

### کاراموز ابرستاره ۶ (فصل ۱۳)
- ماتریس آدکینز
- استیون بالدوین
- گری بیوسی
- مریلو هنر
- لاتویا جکسون
- پن ژیلت
- کلودیا جردن
- لیل جان
- برت مایکل
- اومارسو مانیگو
- لیسا رینا
- برند رادریک
- دنیس رادمن
- دی اسنایدر

### کاراموز ابرستاره ۷ (فصل ۱۴)
- جیمی اندرسون (اسنوبردسوار)
- Johnny Damon
- ویویکا ای فاکس
- کشیا نایت پولیام
- لیزا گیبونز
- Brandi Glanville
- Kate Gosselin
- گیلبرت گوتفرید
- Sig Hansen
- کوین جوناس
- شان جانسون
- لورنزو لاماس
- Terrell Owens
- کنیا مور
- هرالدو ریورا
- یان زیرینگ

### کاراموز ابرستاره ۸ (فصل ۱۵)
- لیلا علی
- بروک برک
- Eric Dickerson
- بوی جرج
- Matt Iseman
- Carrie Keagan
- کارسون کرسلی
- لیسا لسلی
- جان لاویتس
- وینس نیل
- اسنوکی
- کایل ریچاردز
- Chael Sonnen
- Porsha Williams
- Ricky Williams
- Carnie Wilson[۱]